# Хуанфу Ми
Хуанфу́ Ми (кит. упр. 皇甫谧; 215—282) — китайский прозаик, поэт и учёный времен эпох Вэй и Цзинь.

## Биография
Родился в 215 года в уезде Чаона округа Аньдин (на территории современного уезда Пэнъян городского округа Гуюань Нинся-Хуэйского автономного района). Происходил из знатной семьи. Его прадед Хуанфу Сун был начальником военного ведомства в эпоху Хань, подавлял восстание Желтых повязок. Хуанфу Ми рано осиротел и провел бедное детство в семье младшего брата отца в Синьане (современный уезд Шэнчи провинции Хэнань). В юности вел беспорядочный образ жизни, возможно, страдал психическим заболеванием и не проявлял рвения к учебе. В 235 году решил изменить жизнь, начав упорно штудировать классику. Вскоре приобрел славу знатока канонов и успешного литератора, принял прозвище Аньянь. В результате «книгомании» получил то ли ревматический артрит с несгибанием конечностей, то ли инсульт, повлекший за собой паралич половины тела, что заставило его углубиться в медицинскую литературу и заняться самолечением. Активно употреблял неорганические зелье как макробиотические средства и афродизиаки, из-за чего чуть не умер. Выздоровев, написал об их вредности. В конце жизни создал труд об иглоукалывании и прижиганию. Умер в 282 году.

## Научная деятельность
Был автором «Ди ван ши цзи» («Век императоров и царей»), «Сюань-янь чуньцю» («Весны и осени Сюань-Яня»), «Ленюй чжуань» («Предания о выдающихся женщинах»), «И шичжуань» («Предания об отшельниках»), «Гао ши чжуань» («Предания о высоких мужах»), из которых сохранилась лишь последняя книга.
Он является автором самого первого медицинского канона по акупунктуре и прижиганию «Чжэнь цзю цзя и цзин» («Канон основ иглоукалывания и прижигания»), который состоял из 12 свитков-цзюаней и 128 глав. В его основу легли три источника — первая часть «Хуан-ди нэйцзин», известная под названием «Сувэнь» («Вопросы о простом»), его вторая часть «Чжэнь цзин» («Канон иглоукалывания») и «Мин тан кун сюэ чжэнь цзю чжи яо» («Главное в лечении иглоукалыванием и прижиганием в особых точках и схеме пресветлого престола»). Трактат состоит из двух разделов по шесть цзюаней. В начальном (цзюани 1-6) впервые применен термин чжень-цзю и дана большая систематика точек, каналов и сосудов. Подробно описаны 12 парных каналов, «тройного обогревателя» (сань цзяо) и «четыре океана» (сы хай): пупочная область, желудок, сердце, мозг. Приведены названия 664 точек и указаны способы акупунктурного воздействия на 349 из них. Описаны различные типы игл для акупунктуры и указано, что они позволяют прочистить каналы для свободного тока пневмы. Даны основы пульсовой диагностики. Конечный раздел (цзюани 7-12) посвящен клинической практике, различным видам патологии, болезням, вызываемых «ветрами» (фен) и «пустотами», а также хирургии, гинекологии и педиатрии. В эпоху Тан конфуцианцы сделали «Чжэнь цзю цзя и цзин» официальным медицинским учебником. Затем он стал самым популярным медицинским трактатом в Японии. Этот труд до сих пор продолжает оставаться необходимым компонентом обучения иглотерапии во всем мире.

## Литературная деятельность
Сочинил множество стихотворений, од, гимнов и эссе («суждений»—лунь). В поэтической форме отказался от предложения цзиньского императора У-ди стать воспитателем наследника престола и был одарен телегой книг.